# Денгизкуль
Денгизку́ль (узб. Dengizko‘l, Денгизкўл — «море-озеро») — бессточное солоноватое озеро в Узбекистане. Является государственным заказником; включено в список Рамсарской конвенции о водно-болотных угодьях, имеющих международное значение в связи с местообитанием птиц.

## Описание
Озеро Денгизкуль находится на юге Бухарского вилоята, в Алатском тумане недалеко от границы с Туркменистаном. Расположено в тектонической впадине на высоте 181,5 метра над уровнем моря.
Постоянной береговой линии водоём не имеет. По состоянию на 1987 год размеры озера составляли: длина — 43,3 километра, наибольшая ширина — 9 километров (ширина в наиболее узком месте — 22 метра), площадь — 267 км², объём — 2,7 км³.
Денгизкуль пополняется за счёт сбросовых вод нескольких коллекторов, а также вод, которые просачиваются с полей. В период паводка озера достигает протока Зеравшана Тайкыр.
Вода имеет достаточно высокую солёность и обладает лечебными свойствами. На дне озера залегают отложения поваренной соли мощностью около полуметра.

## Исторические сведения
Озеро Денгизкуль упоминается в источниках со времён Средневековья. В X веке арабский географ Ибн Хаукаль описал Денгизкуль под названием Бахр ул-Бухоро — «Бухарское море». Его современник, историк Мухаммад Наршахи писал, что озеро имело в ширину 20 фарсахов (140—160 километров).
В 1960-е и начале 1970-х годов озеро испытывало значительные сезонные колебания в уровне воды: от 40—60 км² при глубине в 25—30 сантиметров до 80—100 км² при глубине в 1—1,5 метра. В 1970—80-е годы в связи с освоением земель на юге Бухарской области под хлопководство озеро постоянно увеличивалось за счёт сбросовых вод.

## Фауна
На озере встречаются пеликаны, малые бакланы, колпицы. На зимовку в количествах до 5000 особей останавливается утка савка, которая внесена МСОП в категорию таксонов, находящихся под угрозой исчезновения.
В 1973 году, в связи с орнитологическим значением озера, Денгизкуль и прилегающие к нему береговые земли были объявлены государственным заказником. В 2001 году оно было включено в список Рамсарской конвенции о водно-болотных угодьях, «имеющих международное значение главным образом в качестве местообитаний водоплавающих птиц».